# Грюцбаух, Рут
Рут Грюцбаух (нем. Ruth Grützbauch; род. 3 октября 1978, Вена, Австрия) — австрийский астроном, директор планетария и научный коммуникатор.

## Биография
Грюцбаух родилась младшей из шести детей в венском районе Веринг и закончила матура в школе в Зиммеринге. 
В 1996 году она начала изучать астрономию в Венском университете и получила диплома в 2003 году. Во время получения докторской степени она приобрела международный опыт в Ноттингемский университет в Англии, Падуанская обсерватория в Италии и Обсерватория Ла-Силья в Чили. В 2007 году ей была присвоена ученая степень доктор естественных наук после завершения диссертации по карликовым галактикам.
В качестве постдока Грюцбаух проводил внегалактические исследования в Ноттингемском университете и Лиссабонском университете и наблюдал в обсерватории Мауна-Кеа на Гавайях. Её индекс Хирша не менее 26. В 2013 году Грюцбаух завершила свою академическую карьеру и стала экологическим педагогом. С 2015 по 2017 год она работала научным коммуникатором в Астрофизическом центре Джодрелл-Бэнк.

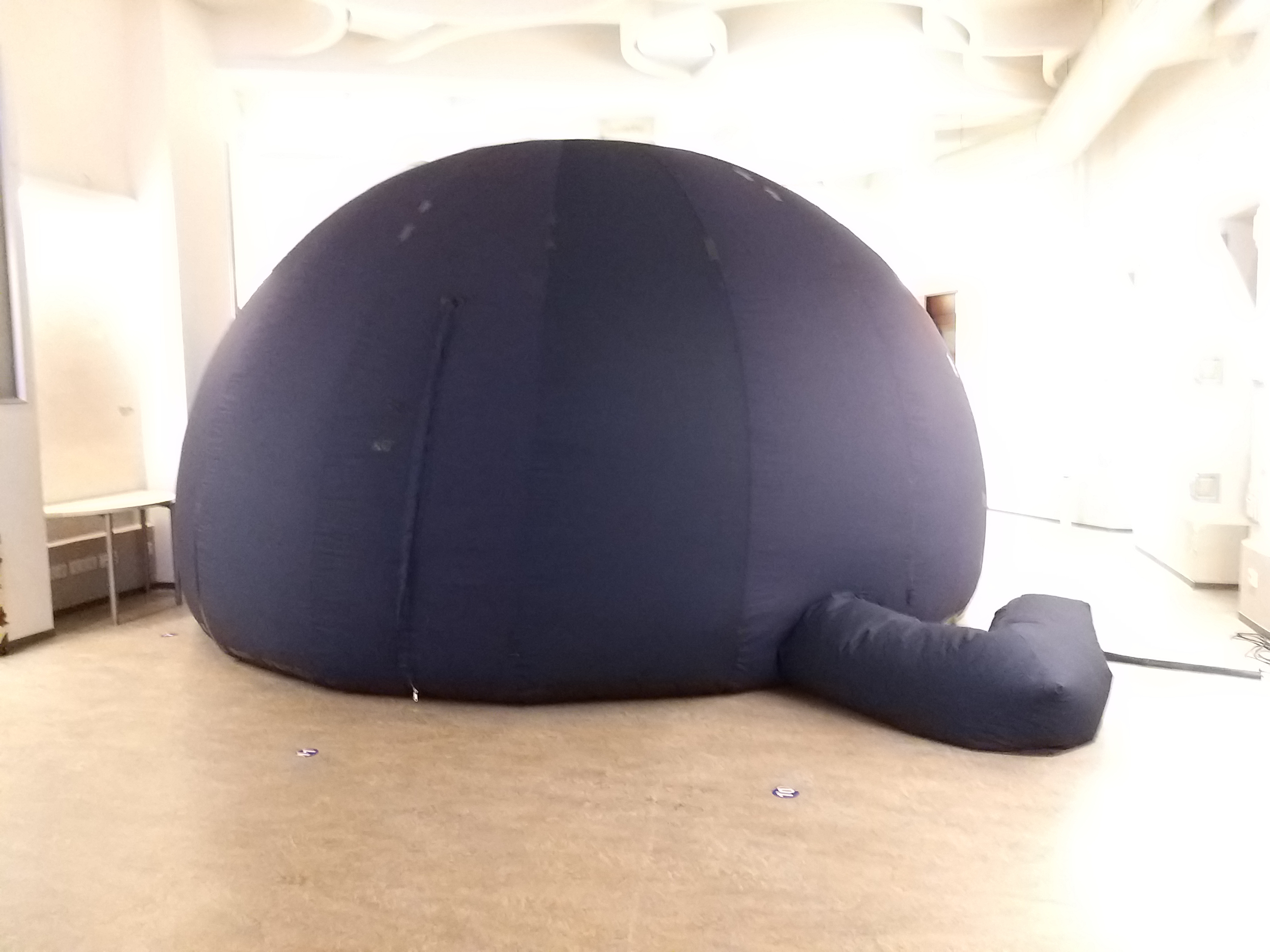
Планетарий «Паблик Спейс»

Грюцбаух известна широкой публике с 2017 года благодаря её планетарию «Общественное пространство». Надувной планетарий не имеет фиксированного местоположения, но Грюцбаух перевозит его на грузовом велосипеде из своей дома в Вене в школы и другие места проведения мероприятий.
С 2020 года Грюцбаух ведет астрономический подкаст Das Universum (рус. Вселенная) совместно с небесным механиком Флорианом Фрайштеттером. Вместе с Хольгером Клейном она публикует различные серии подкастов о ночном небе.
В 2021 году она опубликовала «Per Lastenrad durch die Galaxis» (рус. Грузовым Велосипедом по Галактике), научно-популярную книгу о внегалактической астрономии и её планетарии.
Грюцбаух является частью Science Busters, научной кабаре группы, которая выступает на телевидении. Она работала в их отделе реквизита с 2018 года и дебютировала на сцене в 2021 году.